# Coracina macei
Coracina macei е вид птица от семейство Campephagidae.

## Разпространение
Видът е разпространен в Бутан, Камбоджа, Китай, Индия, Лаос, Мианмар, Непал, Пакистан, Шри Ланка, Тайланд и Виетнам.